# Acianthera papulifolia
Acianthera papulifolia är en orkidéart som först beskrevs av Carlyle August Luer, och fick sitt nu gällande namn av Carlyle August Luer. Acianthera papulifolia ingår i släktet Acianthera och familjen orkidéer.
Artens utbredningsområde är Kuba. Inga underarter finns listade i Catalogue of Life.